# Étang de Pissevaches
Étang de Pissevaches – jezioro w gminie Fleury, w departamencie Aude, w regionie Oksytania, we Francji. Zasilane jest wodami z Massif de la Clape. Ma powierzchnię 900 ha. 

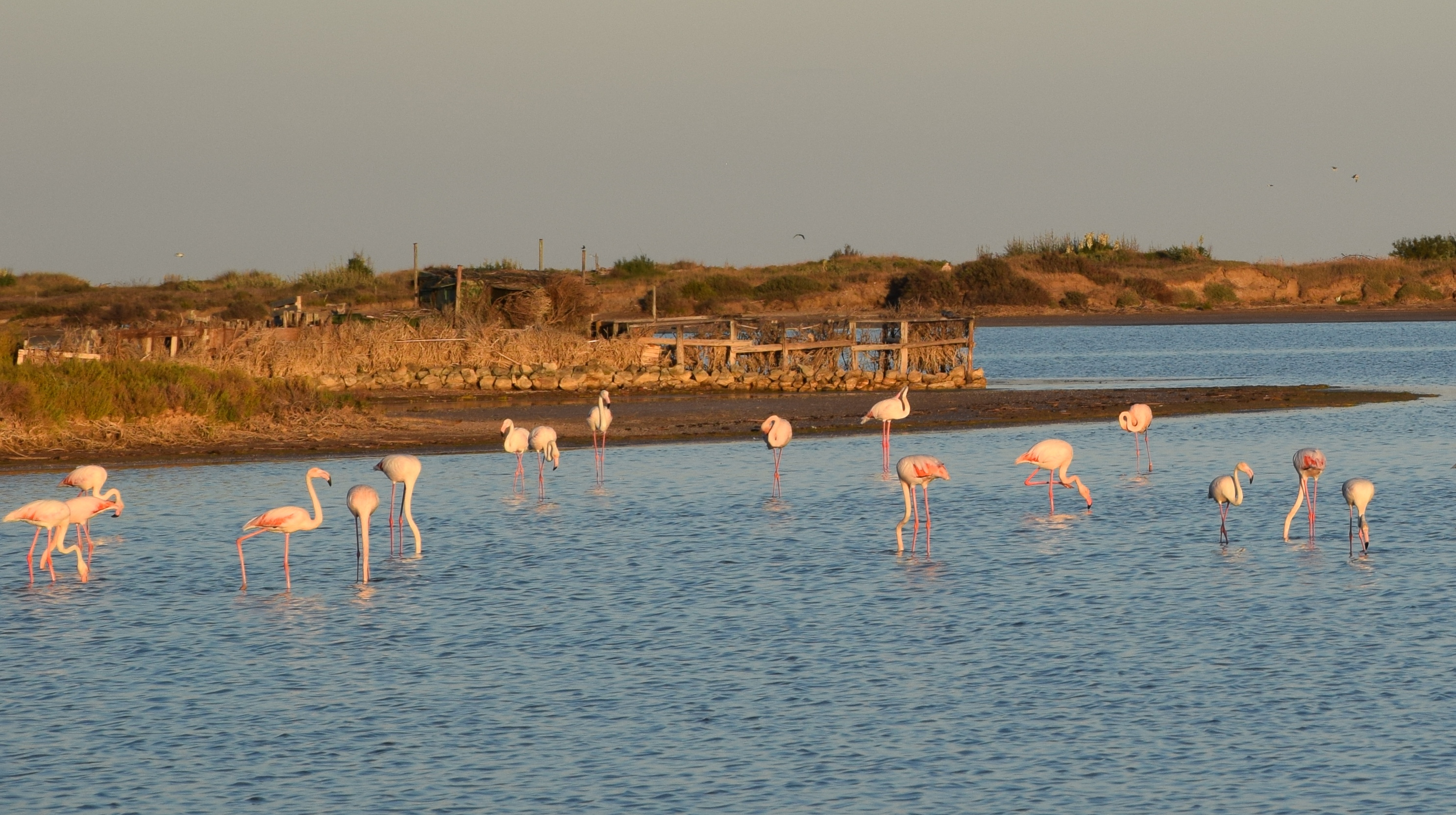
flamingi różowe brodzące w jeziorze

Jezioro znajduje się na terenie Parku Regionalnego Narbonnaise en Méditerranée, na północny wschód od miejscowości nadmorskiej Saint-Pierre-la-Mer. Połączone z Morzem Śródziemnym przez ujście, które otwiera się i zamyka w zależności od przypływów i odpływów. Kiedyś jezioro było częścią delty Aude – rzeki, która obecnie uchodzi do morza na północny wschód od jeziora. 
Woda w jeziorze jest naprzemiennie słodka lub słona, co zwiększa jego ekologicznie zróżnicowane. Jest popularnym miejscem obserwacji ptaków – zarejestrowano tam blisko 200 gatunków ptaków. Brzegi jeziora porasta soliród (Salicornia L.).